# Creedmoor (Carolina do Norte)
Creedmoor é uma cidade localizada no estado norte-americano de Carolina do Norte, no Condado de Granville.

## Demografia
Segundo o censo norte-americano de 2000, a sua população era de 2232 habitantes.
Em 2006, foi estimada uma população de 3290, um aumento de 1058 (47.4%).

## Geografia
De acordo com o United States Census Bureau tem uma área de
8,0 km², dos quais 7,4 km² cobertos por terra e 0,6 km² cobertos por água. Creedmoor localiza-se a aproximadamente 114 m acima do nível do mar.

## Localidades na vizinhança
O diagrama seguinte representa as localidades num raio de 24 km ao redor de Creedmoor.